# Comuna Prîvilne, Solone
Prîvilne (în ucraineană Привільне) este o comună în raionul Solone, regiunea Dnipropetrovsk, Ucraina, formată din satele Haidamațke, Maiak, Malînivka, Mîkilske, Novoternuvatka, Petrivske, Prîvilne (reședința) și Trudoliubivka.

## Demografie
Componența lingvistică a satului Prîvilne
     Ucraineană (95,54%)
     Rusă (3,69%)
     Alte limbi (0,44%)
Conform recensământului din 2001, majoritatea populației satului Prîvilne era vorbitoare de ucraineană (95,54%), existând în minoritate și vorbitori de rusă (3,69%).